# CN Fahrzeugbau

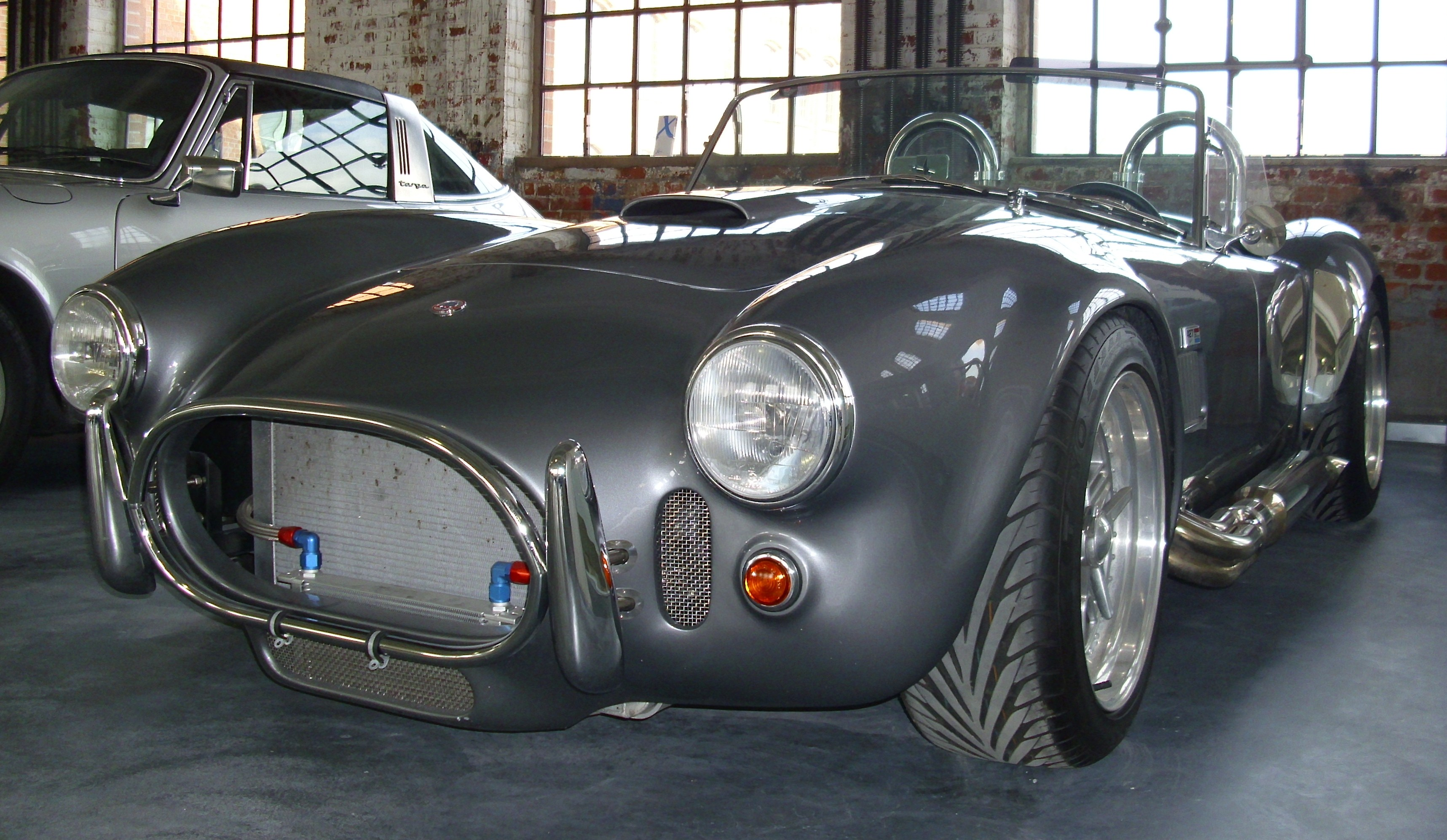
CN Cobra

Die CN Fahrzeugbau GmbH war ein deutscher Hersteller von Automobilen.

## Unternehmensgeschichte
Christian Nowak gründete 1986 in Dormagen das Unternehmen zur Produktion von Automobilen. Der Markenname lautete CN. Es bestand eine Zusammenarbeit mit Dax.
Die GmbH wurde am 15. April 2020 wegen Neuausrichtung liquidiert. Der Bereich CN-Cobra wurde nahezu eingestellt und der Bereich Tuning erweitert. Daraus entstand die CN Racing GmbH, die mit bestehendem Team und neuem Eigentümer weiter geführt wird. Zum Liquidator wurde Christian Nowak bestimmt. Es lag eine bilanzielle Überschuldung vor.

## Fahrzeuge
Das Unternehmen stellte Replikas her. Vorbild war die AC Cobra. Die offene, zweisitzige Karosserie bestand aus GFK. Für den Antrieb standen verschiedene V8-Motoren von General Motors mit bis zu 900 PS Leistung zur Verfügung. Die Fahrzeuglänge betrug 404 cm, die Fahrzeugbreite 178 cm und die Fahrzeughöhe 117 cm.